# 蛸亞綱
蛸亞綱是頭足綱下的一類軟體動物。它們不像鸚鵡螺亞綱般有硬殼，最多只有用來控制浮沉的內骨。一些物種甚至完全沒有骨頭，一些則以軟骨來支撐。具有墨囊和腕钩。
蛸亞綱的分類是以觸手的數量及結構來定界的。已滅絕及最原始的箭石下綱相信是有10隻觸手。較現代的物種其中一對觸手可能已經進化或退化了。十腕總目的第四對手臂進化成為有吸盤的長觸手。八腕總目的第二對手臂有不同的改變：幽靈蛸目演化成感應絲狀物；八腕目則完全退化。

## 演化歷史
最早的蛸亞綱物種在約3.3億年前石炭紀的密西西比世发现。也有發現一些屬於泥盆紀的疑似化石证据，但有古生物學家不認同。其實其他的頭足綱物種亦內殼（例如：Sphooceras的化石顯示這個物種亦有內殼），所以內殼的存在這個特徵有可能是蛸亞綱物種在演化過程中把殼「內化」了，而事發時間推斷在志留紀。依照這個理論推論，一種在早期到中期寒武紀出現的化石種類Nectocaris可能是一種經過二代外殼消失的頭足綱物種。
到了石炭紀，蛸亞綱已經有多樣的形態。雖然這些類別傳統上都分類為箭石下綱，但它們的分別明顯顯示它們並非近親。

## 分類
- 頭足綱 Cephalopoda
  - 鸚鵡螺亞綱 Nautiloidea
  - †菊石亞綱 Ammonoidea
  - 蛸亞綱 Coleoidea
    - †箭石下綱 Belemnoidea
      - †血箭石目 Hematitida
      - †閉箭石目 Phragmoteuthida
      - †多诺万箭石目 Donovaniconida
      - †溝箭石目 Aulacocerida
      - †箭石目 Belemnitida
      - †双箭石目 Diplobelida

    - 新蛸下綱 Neocoleoidea
      - 十腕總目 Decapodiformes
        - 深海魷目（英语：Bathyteuthida） Bathyteuthida
        - 微鰭烏賊目 Idiosepida
        - 閉眼目 Myopsida：鎖管
        - 開眼目 Oegopsida：魷魚
        - 墨魚目 Sepiida：墨魚
        - 旋烏賊目 Spirulida

      - 八腕總目 Octopodiformes
        - †粗沙鱗科 Trachyteuthididae (地位未定)
        - 幽靈蛸目 [Vampyromorphida：活化石，又稱吸血鬼烏賊
        - 章魚目 Octopoda：章魚、船蛸、水母蛸等

      - †古魷形態類（英语：Palaeoteuthomorpha） Palaeoteuthomorpha
        - †波列茨基魷目（英语：Boletzkyida） Boletzkyida

    - 目未定
      - †奥斯泰诺蛸科 Ostenoteuthidae[8]
        - †奥斯泰诺蛸属 Ostenoteuthis
        - †钩蛸属 Uncinoteuthis

## 外部連結
- CephBase
- Tree of Life web project （页面存档备份，存于）